# Теодорих (антипапа)
Теодорих (антипапа) (лат. Theodoricus; ? — 1102, Кава-де-Тіррені) — антипапа у 1100—1101 роках. Після смерті антипапи Климента III його прихильники таємно обради папою Теодориха, єпископа Альбано. Через три з половиною місяці його було схоплено та за наказом папи Римського Пасхалія II поміщено у монастир, де він помер у 1102 році.